# John J. Rooney

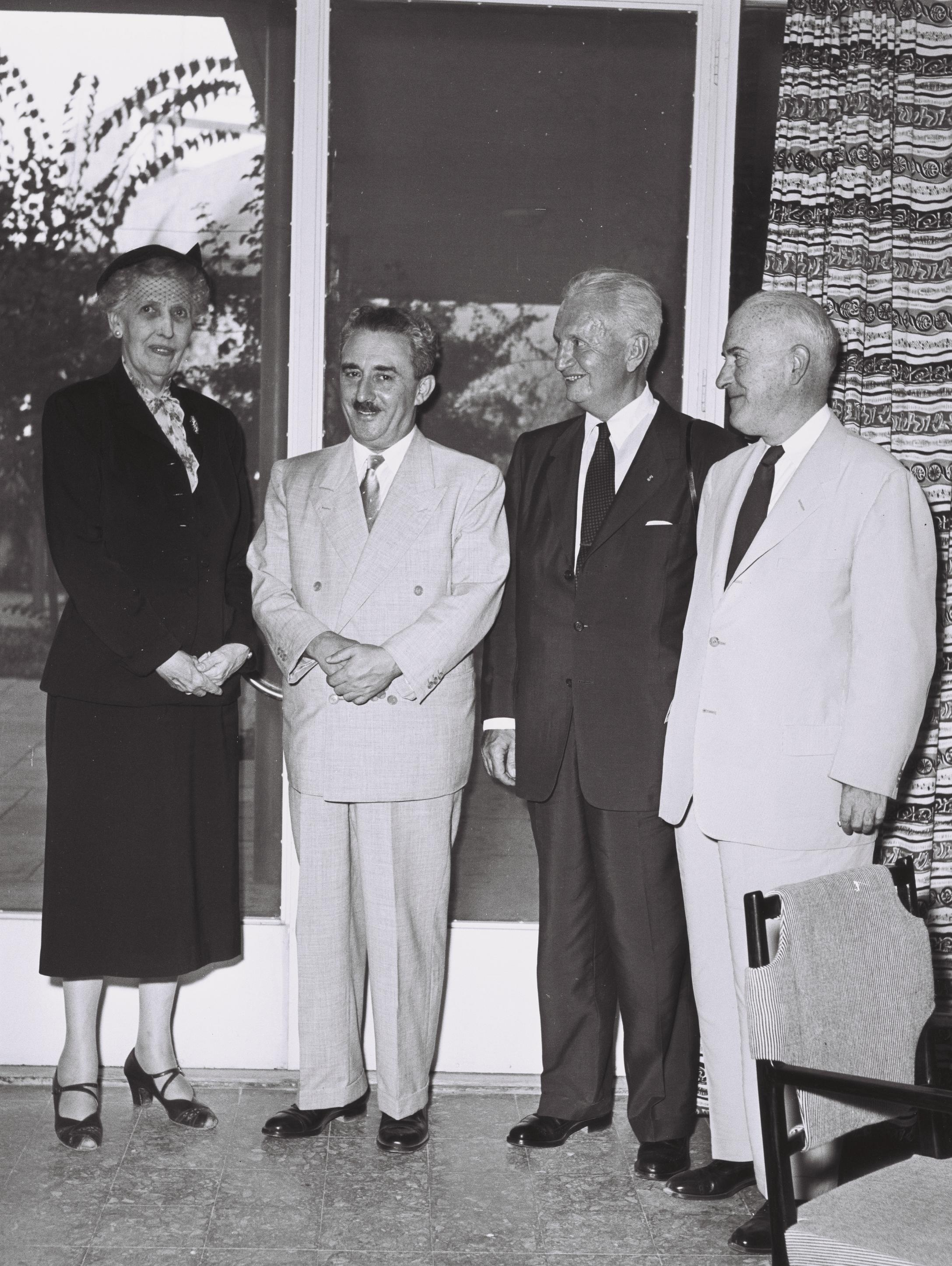
Mosche Scharet (zweiter von links), Israels Außenminister, mit Kongressabgeordneten: Ruth Thompson, Francis Walter und John J. Rooney (Oktober 1955)

John James Rooney (* 29. November 1903 in Brooklyn, New York; † 26. Oktober 1975 in Washington, D.C.) war ein US-amerikanischer Jurist und Politiker. Zwischen 1944 und 1974 vertrat er den Bundesstaat New York im US-Repräsentantenhaus.

## Werdegang
John James Rooney wurde Anfang des 20. Jahrhunderts in Brooklyn geboren. Er besuchte dort Parochial Schools und die St. Francis Preparatory School and College. Er ging an den rechtswissenschaftlichen Fachbereich der Fordham University in New York City, den er 1925 mit einem Bachelor of Laws wieder verließ. Seine Zulassung als Anwalt erhielt er im folgenden Jahr und begann dann in Brooklyn zu praktizieren. Zwischen 1940 und 1944 war er stellvertretender Bezirksstaatsanwalt in Brooklyn.
Politisch gehörte er der Demokratischen Partei an. Er wurde am 6. Juni 1944 im vierten Wahlbezirk von New York in das US-Repräsentantenhaus in Washington D.C. gewählt, um dort die Vakanz zu füllen, die durch den Tod von Thomas H. Cullen entstand. Im Jahr 1944 kandidierte er im zwölften Wahlbezirk von New York für einen Kongresssitz. Nach einer erfolgreichen Wahl trat er am 3. Januar 1945 die Nachfolge von Samuel Dickstein an. Er wurde drei Mal in Folge wiedergewählt. Danach wurde er 1952 im 14. Wahlbezirk von New York in den 83. Kongress gewählt, wo er am 3. Januar 1953 die Nachfolge von Abraham J. Multer antrat. Er wurde zehn Mal in Folge wiedergewählt. Im Jahr 1974 verzichtete er auf eine erneute Kandidatur und trat außerdem am 31. Dezember 1974 von seinem Kongresssitz zurück.
Er lebte bis zu seinem Tod am 26. Oktober 1975 in Washington D.C. und wurde dann auf dem Holy Cross Cemetery in Brooklyn beigesetzt.